# 詹姆斯·米切纳

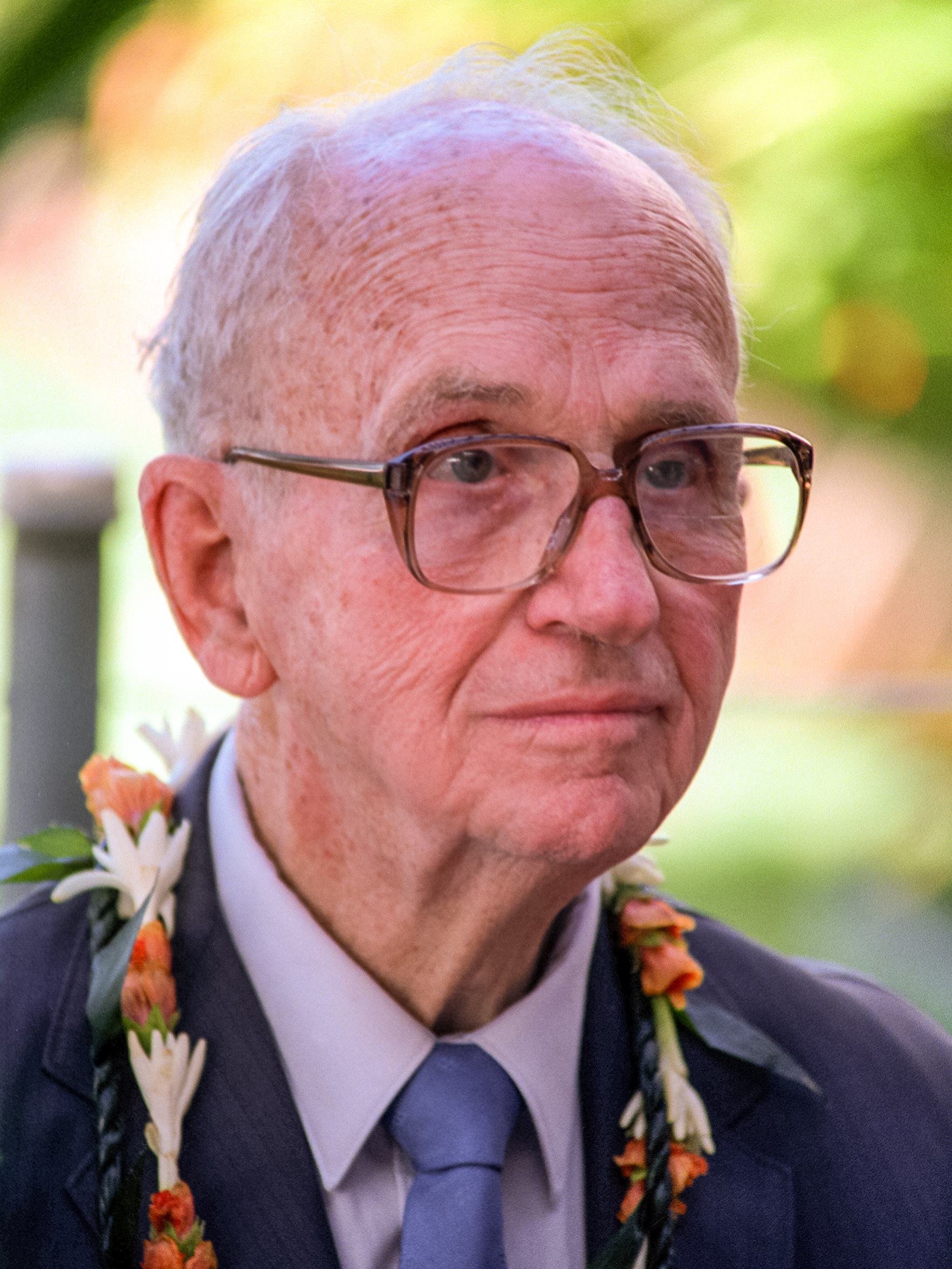
詹姆斯·米切纳

詹姆斯·米切纳（James Albert Michener， 1907年2月3日 – 1997年10月16日）是一位美国作家。他一生共写了40多本书。  他曾於1948年獲得普立茲小說獎。 他的許多著作被改编成电影和电视剧。他还寫書批評美國選舉人團制度。 